# Campionato sudamericano femminile di pallacanestro 2001
Il 27º Campionato dell'America Meridionale Femminile di Pallacanestro (noto anche come FIBA South American Championship for Women 2001) si è svolto dal 9 al 16 giugno 2001 a Lima, in Perù. Il torneo è stato vinto dalla nazionale brasiliana.

## Squadre partecipanti
- Argentina
- Bolivia
- Brasile
- Cile
- Ecuador
- Perù
- Venezuela

## Classifica finale
| Pos | Squadra   | V-P |
| --- | --------- | --- |
|     | Brasile   | 7-0 |
|     | Argentina | 5-2 |
|     | Cile      | 5-2 |
| 4   | Perù      | 3-4 |
| 5   | Ecuador   | 3-4 |
| 6   | Venezuela | 1-6 |
| 7   | Bolivia   | 0-6 |